# Roosevelt Municipal Airport
Roosevelt Municipal Airport (IATA: ROL, FAA LID: 74V) este un aeroport din Utah, Statele Unite ale Americii.
Situat la o altitudine de 1.578 m, aeroportul dispune de 1 pistă.

## Infrastructură

### Piste
Aeroportul dispune de o singură pistă. Pista 07/25 are suprafața de asfalt și dimensiunile 6.501 picioare × 75 picioare. 